# Magnus Vasa

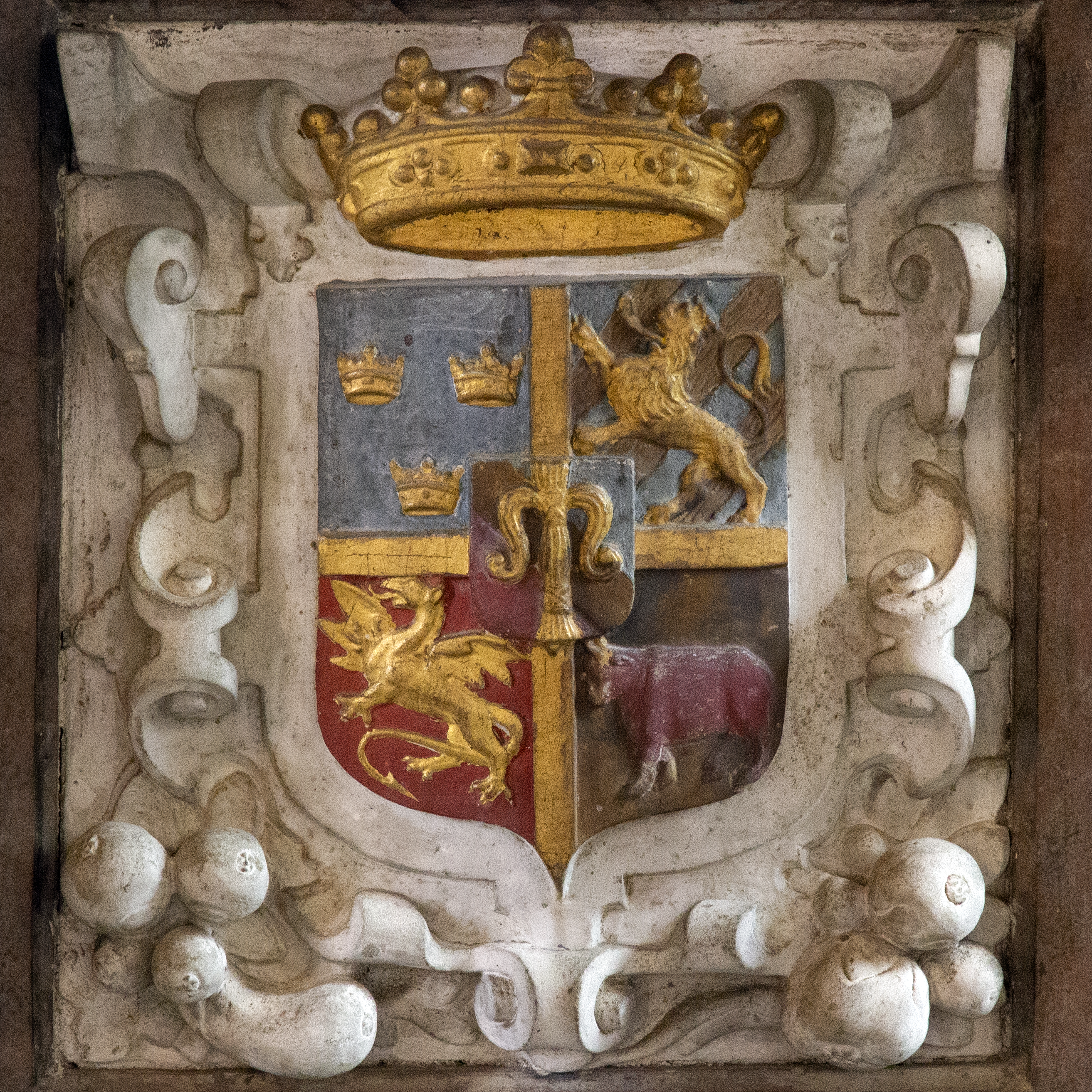
Escut d'armes de Magnus Vasa, en la toma de l'Abadia de Vadstena.

Magnus Gustavsson, també conegut com a Magnus Vasa ([25 de juliol de 1542 - Kungsbro, 26 de juny de 1595). Príncip de Suècia, duc de Västanstång (Östergötland meridional) i comte de Dal (Dalsland). Era el segon fill de Gustau Vasa i Margareta Eriksdotte i, si no es compten els fills de Gustau Vasa que van morir de petits, fou el seu únic fill que no arribà a ser rei de Suècia.
De petit, el pare es va encarregar que rebés una molt bona educació i tenia una especial afició per la música. Va viatjar per França on va poder conèixer diversos estils arquitectònics que va aplicar al Castell de Vadstena. En el testament del rei Gustau, va rebre molts territoris que va poder dominar quan va assolir la majoria d'edat. Ara bé, a partir de 1563 va patir una demència que va arrossegar fins que va morir. S'explica que patia forts atacs de violència i que calia lligar-lo. També s'explica, sense que es pugui verificar les fonts, que va veure una sirena al fossat del Castell de Vadstena, on vivia gairebé de manera permanent, i que es va llençar per agafar-la i es va trencar els braços en la caiguda. Va morir a la propietat de Kungsbro, al costat del llac Roxen. El cadàver va ser portat en un seguici fins a Vadstena i fou enterrat a l'Abadia de Vadsetna.
Tot i la malaltia i que no es va casar mai, va tenir com a mínim dues amants i diversos fills:
Amb Valborg Eriksdotter va tenir una filla:
- Lucrecia Magnusdotter Gyllenhielm (morta el 1624).

Amb Anna von Haublitz va tenir una altra filla:
- Helena Gyllenhielm (1572-1630).

Una altra filla de mare desconeguda fou:
- Virginia